# Fleurville
Fleurville é uma comuna francesa na região administrativa de Borgonha-Franco-Condado, no departamento Saône-et-Loire. Estende-se por uma área de 3,91 km². Em 2010 a comuna tinha 528 habitantes (densidade: 135 hab./km²).